# Victor Olatunji
Victor Oluyemi Olatunji (Sokoto, 5 settembre 1999) è un calciatore nigeriano, attaccante del Real Salt Lake.

## Carriera
Nel novembre del 2017 è approdato in Europa, firmando con gli slovacchi dell'Inter Bratislava, dove inizialmente è rimasto in panchina. Ha esordito con il club il 21 luglio 2018, nell'incontro di seconda divisione pareggiato 1-1 contro il Pohronie. Otto giorni dopo ha segnato la sua prima rete in campionato, nella sconfitta per 2-1 sul campo dello Slavoj Trebišov. Nel febbraio del 2019, dopo aver collezionato 16 presenze e due reti, è stato ceduto al Podbrezová, militante in prima divisione. Ha debuttato in Superliga il 16 febbraio, nella vittoria per 3-1 contro il Nitra. Ha totalizzato 9 presenze in campionato, senza riuscire ad evitare la retrocessione con la squadra. Nel mese di agosto è stato ingaggiato dagli austriaci del Mattersburg, con cui ha disputato 14 incontri in Bundesliga. Nell'estate del 2020 è tornato ai Lagos Islanders, che lo hanno ceduto in prestito all'Alkī Oroklini, nella seconda divisione cipriota. L'anno successivo è passato in prestito all'AEK Larnaca, in massima serie, con cui ha anche esordito nelle competizioni europee.

## Statistiche

### Presenze e reti nei club
Statistiche aggiornate al 16 settembre 2022.
| Stagione                | Squadra                 | Campionato              | Campionato | Campionato | Coppe nazionali | Coppe nazionali | Coppe nazionali | Coppe continentali | Coppe continentali | Coppe continentali | Altre coppe | Altre coppe | Altre coppe | Totale | Totale |
| Stagione                | Squadra                 | Comp                    | Pres       | Reti       | Comp            | Pres            | Reti            | Comp               | Pres               | Reti               | Comp        | Pres        | Reti        | Pres   | Reti   |
| ----------------------- | ----------------------- | ----------------------- | ---------- | ---------- | --------------- | --------------- | --------------- | ------------------ | ------------------ | ------------------ | ----------- | ----------- | ----------- | ------ | ------ |
| 2017-2018               | Inter Bratislava        | 1L                      | 0          | 0          | CS              | -               | -               |                    | -                  | -                  |             | -           | -           | 0      | 0      |
| 2018-feb. 2019          | Inter Bratislava        | 1L                      | 14         | 1          | CS              | 2               | 1               |                    | -                  | -                  |             | -           | -           | 16     | 2      |
| Totale Inter Bratislava | Totale Inter Bratislava | Totale Inter Bratislava | 14         | 1          |                 | 2               | 1               |                    | -                  | -                  |             | -           | -           | 16     | 2      |
| feb.-giu. 2019          | Podbrezová              | SL                      | 4+5        | 0          | CS              | -               | -               |                    | -                  | -                  |             | -           | -           | 9      | 0      |
| 2019-2020               | Mattersburg             | BL                      | 14         | 0          | CA              | 0               | 0               |                    | -                  | -                  |             | -           | -           | 14     | 0      |
| 2020-2021               | Alkī Oroklini           | B                       | ?          | ?          | CC              | 2               | 1               |                    | -                  | -                  |             | -           | -           | 2+     | 1+     |
| 2021-2022               | AEK Larnaca             | A                       | 5+2        | 0          | CC              | 5               | 2               |                    | -                  | -                  |             | -           | -           | 12     | 2      |
| 2022-gen. 2023          | AEK Larnaca             | A                       | 8          | 1          | CC              | 0               | 0               | UCL+UEL            | 2+9                | 1+0                |             | -           | -           | 19     | 2      |
| Totale AEK Larnaca      | Totale AEK Larnaca      | Totale AEK Larnaca      | 13+2       | 1          |                 | 5               | 2               |                    | 11                 | 1                  |             | -           | -           | 31     | 4      |
| gen.-giu. 2023          | Slovan Liberec          | 1.l                     | 14+4       | 4+4        | CS              | 1               | 0               | -                  | -                  | -                  | -           | -           | -           | 19     | 8      |
| 2023-2024               | Sparta Praga            | 1.l                     | 25+5       | 3          | CRC             | 5               | 3               | UCL+UEL            | 1+11               | 1+1                | -           | -           | -           | 47     | 8      |
| 2024-2025               | Sparta Praga            | 1.l                     | 18         | 6          | CRC             | 1               | 0               | UCL                | 13                 | 4                  | -           | -           | -           | 32     | 10     |
| Totale Sparta Praga     | Totale Sparta Praga     | Totale Sparta Praga     | 43+5       | 9          |                 | 6               | 3               |                    | 25                 | 6                  |             | -           | -           | 79     | 18     |
| Totale carriera         | Totale carriera         | Totale carriera         | 118        | 19         |                 | 16              | 7               |                    | 36                 | 7                  |             | -           | -           | 170    | 33     |

## Palmarès

### Club

#### Competizioni nazionali
- Coppa della Repubblica Ceca: 1

Sparta Praga: 2023-2024
- Campionato ceco: 1

Sparta Praga: 2023-2024